# 1327 Namaqua
1327 Namaqua eller 1934 RT är en asteroid i huvudbältet som upptäcktes 7 september 1934 av den sydafrikanske astronomen Cyril V. Jackson i Johannesburg. Det har fått sitt namn efter Namaqualand.
Asteroiden har en diameter på ungefär 22 kilometer och den tillhör asteroidgruppen Merxia.